# Coxicerberus machadoi
Coxicerberus machadoi är en kräftdjursart som först beskrevs av G. Delamare och Claude Chappuis 1957.  Coxicerberus machadoi ingår i släktet Coxicerberus och familjen Microcerberidae. Inga underarter finns listade i Catalogue of Life.